# Бермудо II
Берму́до II Пода́грик (исп. Vermudo II el Gotoso; около 953 — сентябрь 999) — король Галисии в 982—984 годах, король Леона с 984 года. Пришёл к власти в результате мятежа против короля Рамиро III. Во время всего своего правления вёл неудачные войны с Кордовским халифатом.

## Исторические источники
О правлении Бермудо II, пришедшемся на один из самых трудных моментов истории королевства Леон, писали все крупнейшие испано-христианские историки. Наиболее ценной является информация, содержащаяся в хрониках Сампиро и Пелайо из Овьедо. Если Пелайо, живший в XII веке, относится к королю Бермудо крайне критически (он обвиняет его во всех бедах королевства, подробно описывает преследования королём епископа Овьедо Гудестео и епископа Адаульфо, первым даёт Бермудо прозвище Подагрик), то Сампиро, современник короля, получивший от него несколько дарений и служивший при дворе нотарием, отзывается о нём намного лучше.
Ряд уникальных сведений о событиях на Пиренейском полуострове в конце X века содержится в написанной в XIII веке хронике Родриго де Рада, но их достоверность подвергается сомнению (например, современные историки опровергли сообщение Родриго об участии Бермудо II в битве при Калатаньясоре). Также правление Бермудо описывается и в других хрониках и анналах.
Из испано-мусульманских историков наибольшее внимание взаимоотношениям Кордовского халифата и христианских государств севера Пиренейского полуострова уделяют Ибн Хаййан и Ибн Хальдун.

## Биография

### Детство и юность
Бермудо II был внебрачным сыном короля Ордоньо III от его связи с галисийкой Арагонтой Пелайес. После смерти отца, Бермудо был увезён в западные области королевства Леон (Галисию и графство Португалию), где воспитывался у своих родственников. Местные графы, оппозиционно настроенные против власти королей Леона, неоднократно поднимали мятежи и после того как Бермудо достиг зрелого возраста, стали рассматривать его как претендента на леонский престол.

### Мятеж против короля Рамиро III
После восхождения на престол Рамиро III португальские и галисийские графы не признали его королём и за всё время своего правления Рамиро так и не удалось примириться с ними. Противостояние между знатью и королём достигло высшей точки в 981 году, когда Рамиро потерпел поражения от хаджиба аль-Мансура в битвах при Сан-Эстебан-де-Гормасе и Руэде. В конце года в Португалии начался мятеж. Претендентом на престол был выдвинут Бермудо. Первая хартия, в которой он применяет королевский титул, датирована 22 декабря 981 года. К лету 982 года мятеж охватил всю Галисию.
Желая заручиться военной поддержкой мавров, Рамиро и Бермудо обратились за помощью к аль-Мансуру, но тот предпочёл не вмешиваться в междоусобие, ослабляющее его врагов-христиан. Контроль над Галисией позволил Бермудо осенью (упоминаются даты 15 октября или 11 ноября) короноваться в Сантьяго-де-Компостела. Его власть признала вся западная часть королевства.
Зимой 982—983 года Рамиро выступил в Галисию на подавление мятежа. При Портилья-де-Аренас (около Монтерросо) состоялось сражение между его войском и войском Бермудо. После битвы, победу в которой не смогла одержать ни одна из сторон, Рамиро возвратился в Леон, а Бермудо укрепился в Галисии. Такое положение сохранялось до 984 года, когда Бермудо с помощью своих сторонников и наёмников-мавров удалось войти в столицу королевства, город Леон. Рамиро III бежал в Асторгу, где умер 26 июня 985 года.

### Первые годы правления
Вступив на трон королевства Леон, Бермудо II столкнулся с волнениями в восточной части страны, организованными сторонниками бывшего короля Рамиро III. Новый король принял меры против мятежников: в ноябре 985 года он обвинил графа Сальдании Гомеса Диаса, организатора волнений, в присвоении церковного имущества, осудил его и заставил отказаться от графства в пользу сына, Гарсии Гомеса. Однако Бермудо не удалось восстановить вассальную зависимость от Леона графа Кастилии. Гарсия Фернандес, бывший союзник короля Рамиро III в борьбе с маврами, отказался приносить вассальную присягу Бермудо и с этих пор графство Кастилия стало независимым владением.
Не имея в начале своего правления достаточной власти над всей территорией королевства, Бермудо заключил договор о мире с хаджибом аль-Мансуром, признав себя данником Кордовского халифата в обмен на возвращение нескольких захваченных ранее маврами городов (в том числе Саморы) и право получить от мусульман военную помощь против своих врагов. Подобная помощь королю вскоре понадобилась, когда уже в 985 году против него восстали его бывшие союзники — графы Галисии. С помощью мавров Бермудо смог подавить мятеж и укрепить свою власть над другими областями королевства, однако по требованию аль-Мансура король должен был согласиться на размещение в различных городах своего королевства отрядов воинов-мусульман. Находившиеся в землях христиан мавры вели себя не как союзники, а как завоеватели, всячески притесняя местных жителей. Утвердив власть над королевством, Бермудо II неоднократно просил хаджиба отозвать своих воинов, так как его власти теперь ничего не угрожало, но аль-Мансур каждый раз отвечал отказом. В 986 году король Бермудо, видя, что пребывание мавров в его владениях вызывает против него недовольство подданных, принял решение изгнать находившихся в королевстве Леон мавров: в один день по всему королевству все воины-мусульмане были схвачены, многие убиты, оставшиеся в живых высланы в приграничные земли халифата.
Узнав об изгнании мусульманских гарнизонов из королевства Леон, аль-Мансур объявил Бермудо II своим врагом и оказал денежную помощь галисийцам, а также графу Сальдании Гарсии Гомесу, в это самое время поднявшим новый мятеж против короля. Бермудо, выступив с войском в Галисию, разбил войско мятежников и разрушил все замки мятежных графов, но не смог заставить их признать его власть. Воспользовавшись отсутствием короля, в это же время граф Сальдании, в сопровождении данного ему аль-Мансуром войска мавров, взял и разграбил столицу королевства, город Леон.

### Походы аль-Мансура

#### Вторжения 987—989 годов

Завоевания аль-Мансура

Свой следующий удар аль-Мансур нанёс по графству Португалия: 29 июня 987 года мавры взяли Коимбру и разорили её так, что город 7 лет оставался незаселённым. Аль-Мансур опустошил все земли до реки Дуэро, не тронув только владения противников Бермудо II.
Король Бермудо начал готовиться к войне с Кордовским халифатом, однако собранного им войска было недостаточно для решающего сражения. Поэтому король предпринял срочные меры по укреплению некоторых городов. Среди мер, предпринятых на случай вторжения мавров, было и перенесение останков всех королей Леона начиная с Альфонсо III Великого и членов их семей из усыпальниц в Леоне и Асторге в усыпальницу королей Астурии, расположенную в Овьедо.
В начале 988 года хаджиб совершил новый поход в королевство Леон. Заставив леонское войско отойти в горы, а Бермудо укрыться в Саморе, аль-Мансур подступил к городу Леон, оборону которого король поручил графу Гонсало Гонсалесу. Несмотря на отчаянное сопротивление осаждённых, после 4-дневного штурма мавры ворвались в город. По приказу хаджиба город был сожжён, почти все его жители убиты (граф Гонсало Гонсалес погиб ещё во время осады). От Леона аль-Мансур двинулся к Саморе, из которой Бермудо тайно бежал в Луго. Зная о судьбе столицы королевства, жители Саморы без боя сдали город, однако по приказу хаджиба и этот город был полностью разрушен, а жители перебиты. Войско аль-Мансура разорило всю равнинную часть королевства Леон, в том числе уничтожив богатые монастыри Саагун и Сан-Педро-де-Эслонца. Под властью короля Бермудо II осталась только северо-западная часть королевства; временной столицей его владений стала Асторга. Поражения, нанесённые королю, вызвали новый мятеж нескольких леонских графов против Бермудо.
В 989 году, во время нового похода в Леон, аль-Мансур разрушил самый древний город королевства, Грахаль-де-Кампос. Сюда к нему прибыли противники короля Бермудо II, леонские графы во главе с графом Сальдании Гарсией Гомесом и графом Гонсало Бермудесом, которые признали себя вассалами Кордовского халифата. Поручив графу Гарсии управление той частью королевства Леон, которая была захвачена маврами, и оставив для его поддержки часть своего войска, аль-Мансур двинулся в Кастилию.

#### События 990—996 годов
Следующие 5 лет внимание хаджиба было сосредоточено на войне с Кастилией, а также на решении внутренних проблем халифата, поэтому в этот период крупных вторжений в королевство Леон не было. Королевство, разорённое предыдущими походами мавров, было разделено на две части: северо-западную контролировал Бермудо II, центральную и восточную — граф Сальдании Гарсия Гомес, который называется в современных событиям хартиях правителем Леона.
В начале 990 года близкий к графу Сальдании человек по имени Конансио распространил по всему королевству слух о смерти короля Бермудо. Так как тот в это время находился в отдалённых областях Галисии, слуху поверили: в документах исчезла датировка по годам правления Бермудо, а в некоторых хартиях правителем Леона с титулом короля назывался Гарсия Гомес. Опасаясь потерять контроль и над оставшейся частью своего королевства, Бермудо весной возвратился в Асторгу. Благодаря щедрым дарам ему удалось переманить на свою сторону бо́льшую часть мятежных графов.
Дарения церквям города Леона, который находился ещё под контролем Гарсии Гомеса, и Сантьяго-де-Компостела также укрепили влияние короля, а союз с графом Кастилии Гарсией Фернандесом, независимость которого он признал, позволил Бермудо II получить достаточную военную силу, чтобы в конце 991 года вновь войти в столицу, город Леон, и восстановить свою власть почти над всей (кроме Португалии и части Галисии) территорией королевства.
Союз с Кастилией был скреплён браком короля Бермудо с Эльвирой, дочерью графа Гарсии Фернандеса. Этот брак вызвал новое восстание леонских графов, недовольных признанием независимости Кастилии, но оно было быстро подавлено королём при помощи кастильских войск. Бермудо II не преследовал мятежных графов, хотя некоторые из них ранее в этом году, совершив вместе с отрядом мавров нападение на замок Лу́на, разграбили хранившуюся здесь королевскую казну. Столь мягкое отношение к мятежникам позволило ему вскоре примириться почти со всеми из них, в том числе и с графом Гарсией Гомесом.
В 994 году аль-Мансур возобновил свои походы на королевство Леон: в этом году мавры разорили Авилу, разрушили крепости Арболио, Лу́на, Гордо́н, Альба и разграбили окрестности Леона. В следующем, 995 году, мавры разорили Сальданию, разграбили Асторгу и снова опустошили окрестности столицы. Король Бермудо II был вынужден заключить с аль-Мансуром мир на условиях признания себя вассалом Кордовского халифата и выплаты ежегодной дани. К этому году некоторые историки относят сообщение о передаче Бермудо в гарем аль-Мансура своей дочери Терезы, хотя другие считают, что это произошло уже после смерти короля, а некоторые историки вообще опровергают заключение подобного брака.

#### Разрушение Сантьяго-де-Компостелы
В начале 997 года, узнав о заговоре против аль-Мансура и мятеже наместника халифа в Северной Африке, король Бермудо II отказался от выплаты дани Кордовскому халифату. В ответ, после восстановления спокойствия в стране, аль-Мансур во главе большого войска выступил в поход на северо-западные области королевства Леон, ещё не затронутые вторжениями мавров. Соединив свои войска в Опорто, в сопровождении нескольких португальских графов — врагов Бермудо, он двинулся в Галисию. По пути разорив Визеу, Брагу, Эль-Бьерсо, Виго и Ирию, 10 или 11 августа мавры вошли в оставленную жителями Сантьяго-де-Компостелу. Город был предан полному разрушению. По приказу аль-Мансура была нетронута только сама гробница Святого Иакова, где остался для службы лишь один священник. Колокола с кафедрального собора города на плечах пленных христиан были перенесены в Месквиту, главную мечеть Кордовы, где из них сделали светильники. От Сантьяго-де-Компостелы отряды мавров совершали рейды по всей территории королевства Леон, во время которых разграбили Ла-Корунью и взяли откуп с неоказавшего никакого сопротивления города Леон. На обратном пути в войске мавров вспыхнула эпидемия, унёсшая жизни многих воинов. Это было воспринято христианами как месть святого Иакова за разграбление посвящённого ему города. Король Бермудо II, находившийся в это время в отдалённых районах Галисии, не предпринял никаких мер, чтобы помешать аль-Мансуру разрушить одну из святынь христианской Испании, а затем разорить его королевство. Бездействие короля вызвало сильное недовольство знати, что привело к быстрой потере Бермудо авторитета среди своих подданных.

### Последние годы

Пиренейский полуостров в 1000 году.

Последние годы свой жизни король Бермудо II посвятил восстановлению разорённой аль-Мансуром Галисии и восстановлению Сантьяго-де-Компостелы. В это время он почти всё своё время проводит в этих землях, делает многочисленные дарения, решает тяжбы между епархиями и вассалами.
В конце лета 999 года он направился из Галисии в свою столицу, Леон, но по дороге тяжело заболел подагрой, так, что уже не мог ехать верхом, а передвигался на носилках, которые несли знатные лица королевства. Из Леона Бермудо, несмотря на болезнь, отправился в поездку по своему королевству, но в сентябре месяце неожиданно скончался при переправе через реку Бьерсо, в местечке Вильянуэва-дель-Бьерсо.
Историки называют разные причины его смерти: Сампиро пишет, что король умер от болезни, а Пелайо из Овьедо, что он был убит. Тело Бермудо сначала было похоронено в монастыре Карраседо (в Карраседело), а впоследствии перезахоронено в кафедральном соборе города Леон.
Преемником Бермудо II на престоле королевства Леон стал его 3-летний сын Альфонсо V, в малолетство которого в качестве регентов королевством управляли мать нового короля, Эльвира Гарсия, и граф Португалии Менендо II Гонсалес.

### Семья
Король Бермудо II был женат два раза, а также имел ещё несколько наложниц, у которых от короля родились несколько незаконнорождённых детей. Неразборчивость короля в матримониальных связях резко осуждалась испано-христианскими историками.
Первой женой Бермудо II была Веласкита (умерла после 1030 года), дочь Рамиро Мендеса, дворянина из графства Португалия. Впервые она упоминается как супруга короля в 985 году. Некоторые историки считают Веласкиту Рамирес и Веласкиту из Мареса, упоминаемую в хрониках как королевская наложница, одним и тем же лицом. Бермудо II развёлся с Веласкитой около 989 года, после чего она была выслана в Овьедо. У короля Бермудо и Веласкиты была дочь — Кристина (умерла ранее 1051 года) — жена Ордоньо, сына короля Рамиро III.
Вторым браком (с 26 или 30 ноября 991 года) Бермудо II был женат на Эльвире (умерла в декабре 1017 года), дочери графа Кастилии Гарсии Фернандеса. Детьми от этого брака были:
- Тереза (около 992 — 25 апреля 1039). Согласно преданиям, она была выдана замуж за «короля исмаилитов» (предполагается, что так в хрониках назван аль-Мансур), но так как Тереза была очень благочестива, её мужа-мусульманина постигла Божья кара — сразу после брачной ночи он тяжело заболел и умер, повелев перед смертью отправить Терезу с богатыми дарами обратно домой. По возвращении в королевство Леон, Тереза стала монахиней монастыря Сан-Пелайо-де-Овьедо. В настоящее время историки, опираясь на несоответствие предания хронологии событий конца X века, подвергают сомнению саму возможность заключения подобного брака
- Альфонсо V Благородный (996 — 7 августа 1028) — король Леона (999−1028), самостоятельно с 1007 года
- Пелайо (умер после 1006)
- Санча — монахиня в монастыре Сан-Пелайо-де Овьедо.

Также Бермудо II имел детей от нескольких наложниц:
- Ордоньо (умер после 18 сентября 1042) — в документе 1024 года упоминается как майордом короля Альфонсо V
- Бермудо (упоминается в 1058)
- Пелайо (умер после 1006)
- Эльвира (умерла после 1068)
- Санча (упоминается в 1038).

### Итоги правления
Всё правление короля Бермудо II прошло в неудачных войнах с Кордовским халифатом. Походы аль-Мансура, разорение им большей части королевства Леон, взятие им, иногда неоднократное, крупнейших городов во владениях Бермудо, привели к упадку королевства и поставили его на грань уничтожения. К концу правления Бермудо II были утеряны почти все земли королевства, находившиеся к югу от реки Дуэро. Местные графы, португальские и большинство галисийских владетелей признавали себя вассалами халифа, а не короля. Необходимость в союзниках в борьбе с маврами заставила Бермудо признать независимость графства Кастилии. Своему сыну Бермудо II передал власть только над центральными и северо-западными районами страны, подвергавшимися постоянным нападениям мусульман.

## Исторические хроники
- Пелайо из Овьедо. Хроника королей Леона. Восточная литература. Дата обращения: 28 февраля 2009. Архивировано 16 марта 2012 года.
- Первые Толедские анналы. Восточная литература. Дата обращения: 28 февраля 2009. Архивировано 16 марта 2012 года.